# PEDS
PEDS (anciennement Bonneterie Richelieu ; aussi connue sous le nom de PEDS Legwear) est une entreprise québécoise de fabrication de chaussettes et de bonneterie.
Cette entreprise d'envergure internationale a des bureaux au Québec, aux États-Unis et en Chine.

## Histoire
L'entreprise a été fondée par la famille Simard sous le nom de Bonneterie Richelieu à Sorel au Québec en 1934. La famille était connue dans la région comme propriétaire du chantier naval Marine Industries Limited (M.I.L.).
Bonneterie Richelieu a employé plus de 600 personnes au Québec à son apogée en 2002. Les Simard ont conservé la propriété de l'entreprise jusqu'en 1997, lorsque Harvey Penner, un homme d'affaires de Montréal qui avait joint Richelieu dans les années 1960 en tant que directeur des ventes, a acheté l'entreprise et en est devenu président. Il a conservé l'entreprise jusqu'en 2006 quand il l'a vendu à son fils, Michael D. Penner, qui en est actuellement président et chef de la direction.
La société a souffert à la fin des années 1990 et au début des années 2000, lorsque les taux de change défavorables ainsi que la concurrence de la Chine et d'autres pays à main-d'œuvre peu dispendieuse ont miné le secteur manufacturier canadien. Comme beaucoup d'autres entreprises canadiennes de textiles, Richelieu devait déplacer sa production dans des pays émergents ou risquer de faire faillite.
En 2011, Bonneterie Richelieu a investi 7 millions $ pour acheter les actifs de International Legwear Group (ILG), une entreprise de chaussettes en faillite basée à Hildebran en Caroline du Nord. Les actifs d'ILG comprenaient les marques PEDS et MediPEDS. En 2014, Bonneterie Richelieu a changé son nom à PEDS Legwear pour mieux refléter sa nouvelle marque principale.
PEDS Legwear possède des bureaux à Montréal au Québec ; à Hildebran en Caroline du Nord et à Shanghai en Chine.
En 2007, Deloitte a nommé Bonneterie Richelieu comme l'une des 50 sociétés les mieux gérées au Canada. En 2013, la Chambre de Commerce du Canada et Grant Thornton LLP ont nommé Bonneterie Richelieu comme finaliste pour le Prix croissance entreprise privée 2013.

## Investissements aux États-Unis
Avec son investissement dans ILG, Bonnetterie Richelieu a pris part à la renaissance du secteur manufacturier américain qui avait subi des pertes considérables au cours de la Crise économique mondiale des années 2008 et suivantes, en particulier dans l'industrie du textile. Le 11 mars 2015, la société a inauguré une nouvelle usine de fabrication de 16 millions $ à Hildebran. Cette usine devrait créer plus de 205 emplois d'ici 2018. Cet investissement fait partie du programme Invest in America (en) du département du Commerce des États-Unis. Pour cet investissement, PEDS a été cité comme un exemple d'investissement étranger pouvant sauver et créer des emplois manufacturiers américains. Le président et chef de la direction de, Michael Penner, a été invité par le président des États-Unis Barack Obama à parler de l'investissement de l'entreprise lors d'une table ronde à la Maison-Blanche en 2014.